# بروطياوات
بروطياوات (الاسم العلمي: Proteoideae) هي أسرة نباتية تتبع فصيلة البروطية من رتبة البروطيات.

## قبائل
- بروطياوية

## أجناس
- بروطيا